# Пунтеа де Гречи (Дамбовица)
Пунтеа де Гречи (рум. Puntea de Greci) насеље је у Румунији у округу Дамбовица у општини Петрешти. Oпштина се налази на надморској висини од 176 m.

## Становништво
Према подацима из 2002. године у насељу је живело 822 становника, од којих су сви румунске националности.